# 陳仲舒
陳仲舒（1433年—？），字希賢，四川重慶府巴縣人，明朝政治人物。

## 生平
六月二十八日生，行五。由縣學生中式四川鄉試第二名舉人，會試中式第一百十名。年三十二歲中式天順八年甲申科第三甲第一百四十八名進士。

## 家族
曾祖陳景和；祖陳友斌；父陳瓚；母周氏。重慶下，妻江氏，兄仲紀；仲節；仲坤；仲文，弟仲器。